# Leichtathletik-Europameisterschaften 2022/Dreisprung der Männer

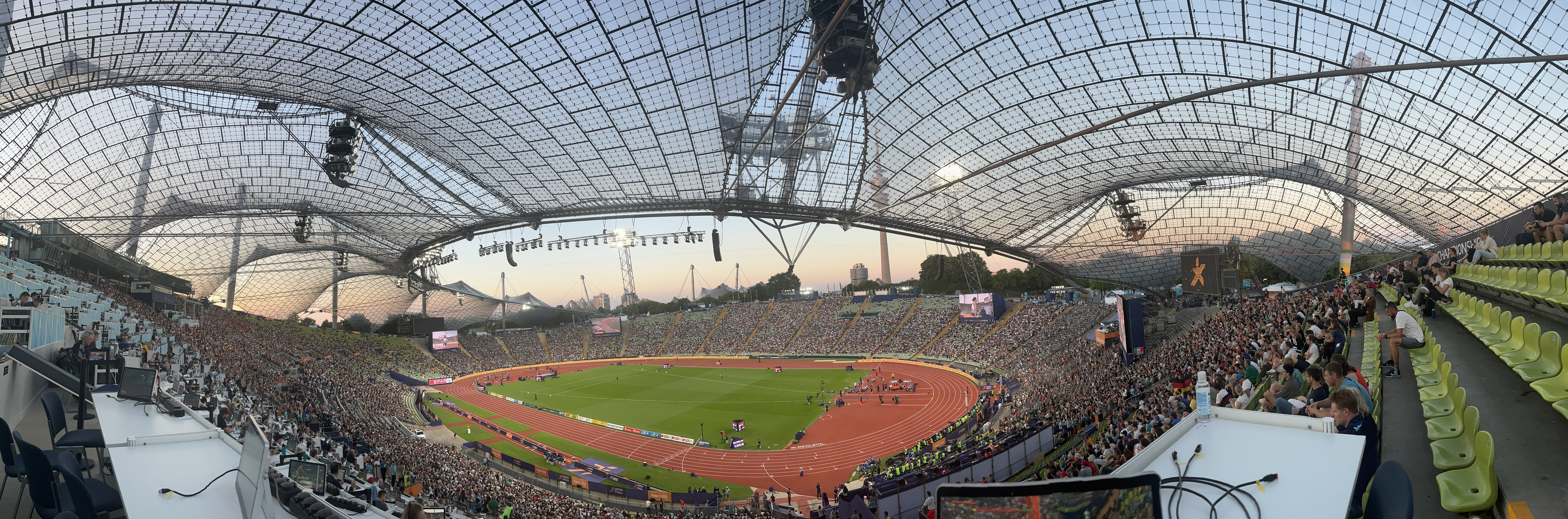
Das Olympiastadion in München während der Europameisterschaften 2022

Der Dreisprung der Männer bei den Leichtathletik-Europameisterschaften 2022 wurde am 15. und 17. August 2022 im Olympiastadion der deutschen Stadt München ausgetragen.
Europameister wurde der Portugiese Pedro Pablo Pichardo. Er war im Monat zuvor Weltmeister geworden, hatte 2021 Olympiagold und 2013 sowie 2015 WM-Silber gewonnen.
Silber ging an den Italiener Andrea Dallavalle.
Bronze gewann der Franzose Jean-Marc Pontvianne.

## Bestehende Rekorde
| Weltrekord           | Jonathan Edwards | 18,29 m | WM Göteborg, Schweden | 7. August 1995  |
| Europarekord         | Jonathan Edwards | 18,29 m | WM Göteborg, Schweden | 7. August 1995  |
| Meisterschaftsrekord | Jonathan Edwards | 17,99 m | EM Budapest, Ungarn   | 23. August 1998 |

Der bestehende EM-Rekord wurde bei diesen Europameisterschaften nicht erreicht. Die größte Weite erzielte der portugiesische Europameister Pedro Pablo Pichardo mit 17,50 m bei einem Gegenwind von 1,1 m/s, womit er 49 Zentimeter unter dem Rekord blieb. Zum Welt- und Europarekord fehlten ihm 79 Zentimeter.

## Windbedingungen
In den folgenden Ergebnisübersichten sind die Windbedingungen zu den einzelnen Sprüngen benannt. Der erlaubte Grenzwert liegt bei zwei Metern pro Sekunde. Bei stärkerer Windunterstützung wird die Weite für den Wettkampf gewertet, findet jedoch keinen Eingang in Rekord- und Bestenlisten.

## Legende
Kurze Übersicht zur Bedeutung der Symbolik – so üblicherweise auch in sonstigen Veröffentlichungen verwendet:
| NM  | keine Weite (no mark)                                  |
| ogV | ohne gültigen Versuch                                  |
| –   | verzichtet                                             |
| x   | ungültig                                               |
| r   | Wettkampf nicht fortgesetzt (retired)                  |
| w   | Windunterstützung über dem zulässigen Wert von 2,0 m/s |

## Qualifikation
15. August 2022, 20:05 Uhr MESZ
24 Teilnehmer traten in zwei Gruppen zur Qualifikationsrunde an. Drei von ihnen (hellblau unterlegt) übertrafen die Qualifikationsweite für den direkten Finaleinzug von 16,95 m. Damit war die Mindestzahl von zwölf Finalteilnehmern nicht erreicht. Das Finalfeld wurde mit den neun nächstplatzierten Sportlern (hellgrün unterlegt) auf zwölf Springer aufgefüllt. So reichten für die Finalteilnahme schließlich 16,07 m.

### Gruppe A

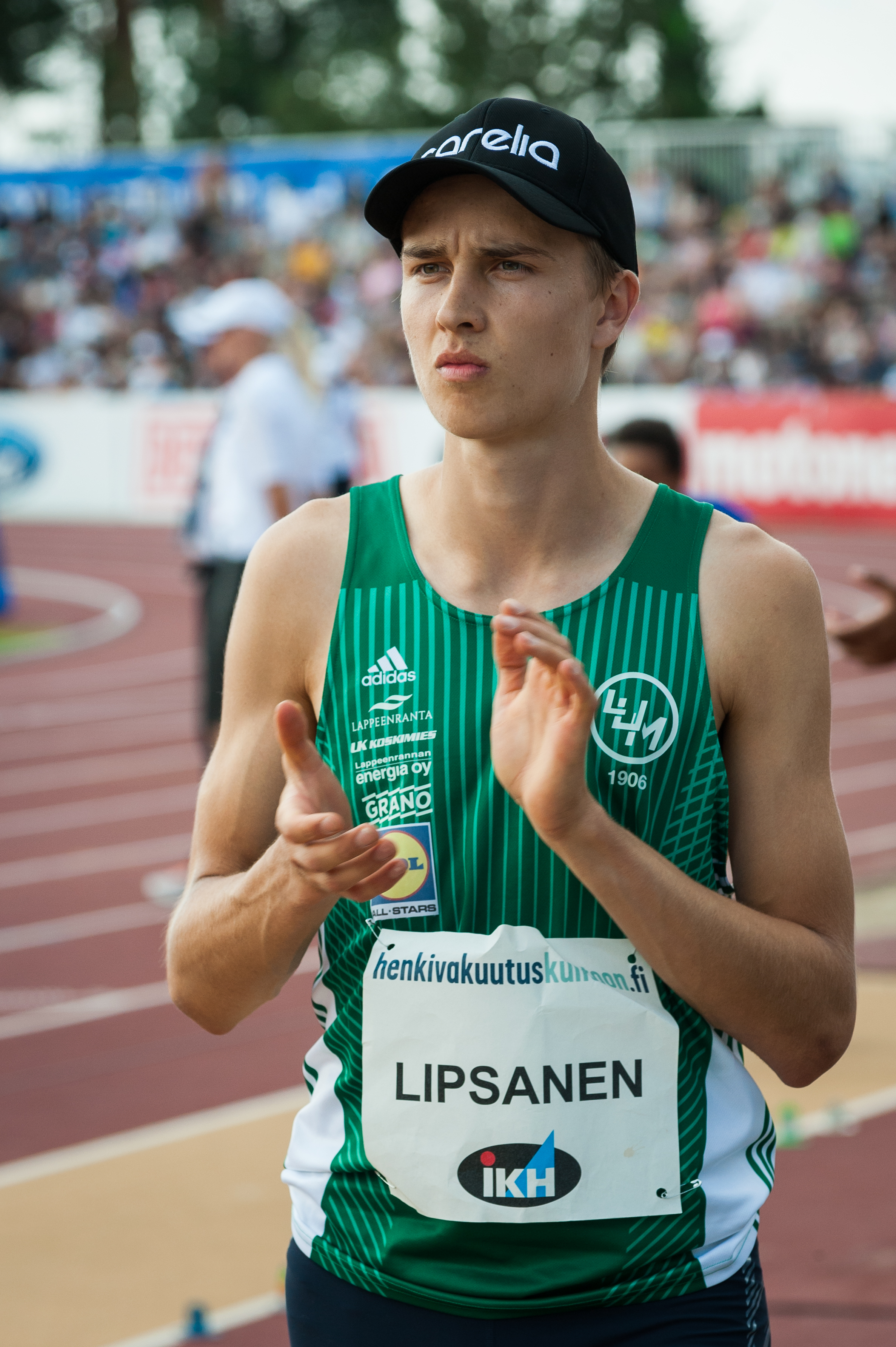
Simo Lipsanen – ausgeschieden mit 15,93 m
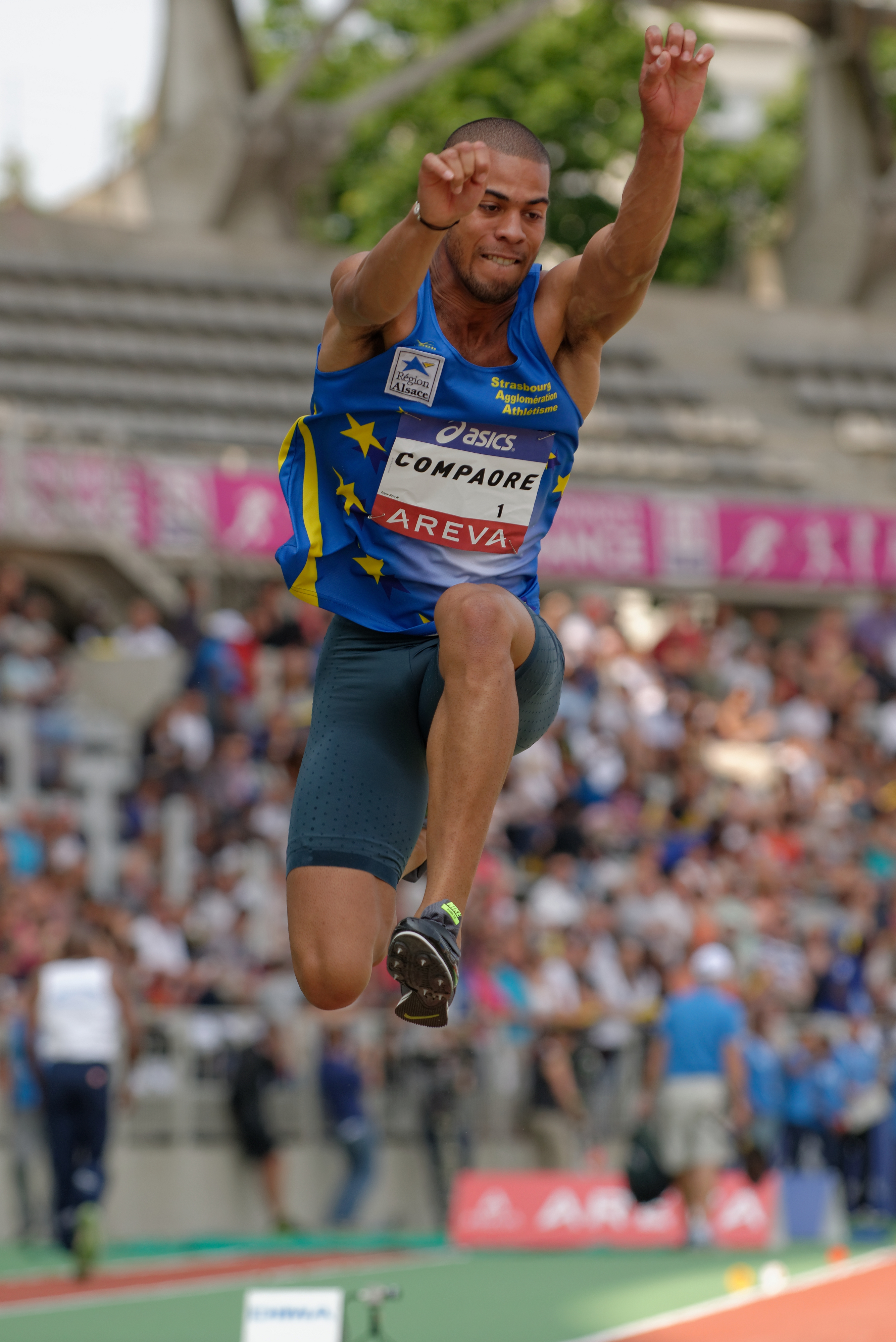
Benjamin Compaoré – ausgeschieden mit 15,17 m
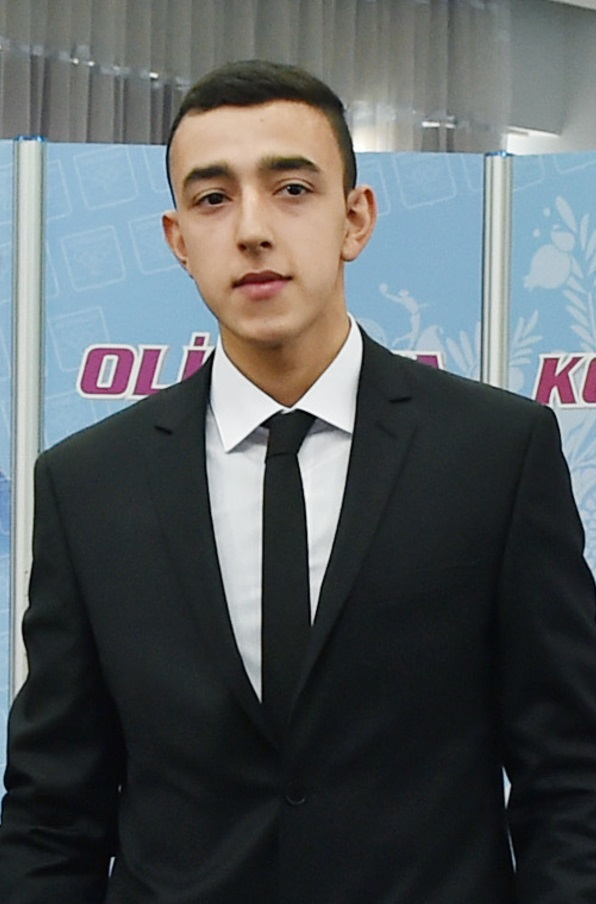
Nazim Babayev – ohne Weite

| Platz | Name                   | Nation         | Resultat (m) | 1. Versuch (m) Wind (m/s) | 2. Versuch (m) Wind (m/s) | 3. Versuch (m) Wind (m/s) |
| 1     | Pedro Pablo Pichardo   | Portugal       | 17,3600      | 16,89 / −0,5              | 17,36 / +1,2              | –                         |
| 2     | Jean-Marc Pontvianne   | Frankreich     | 16,9600      | x                         | 16,96 / −2,5              | –                         |
| 3     | Tobia Bocchi           | Italien        | 16,5500      | 15,99 / −1,0              | 16,55 / −2,6              | –                         |
| 4     | Ben Williams           | Großbritannien | 16,4700      | 15,56 / −2,0              | 16,47 / −1,5              | x                         |
| 5     | Răzvan Grecu           | Rumänien       | 16,4400      | x                         | x                         | 16,44 / −2,0              |
| 6     | Pablo Torrijos         | Spanien        | 16,12 w      | 16,09 / +0,7              | 16,12 / +2,5              | r                         |
| 7     | Lewon Aghasjan         | Armenien       | 16,0300      | x                         | 15,65 / +0,4              | 16,03 / +1,7              |
| 8     | Simo Lipsanen          | Finnland       | 15,9300      | 15,79 / +0,4              | x                         | 15,93 / +0,6              |
| 9     | Nikolaos Andrikopoulos | Griechenland   | 15,3900      | x                         | 15,19 / +2,8              | 15,39 / −3,6              |
| 10    | Benjamin Compaoré      | Frankreich     | 15,1700      | x                         | x                         | 15,17 / +0,7              |
| NM    | Tibor Galambos         | Ungarn         | ogV00        | x                         | x                         | x                         |
| NM    | Nazim Babayev          | Aserbaidschan  | ogV00        | x                         | r                         |                           |

### Gruppe B

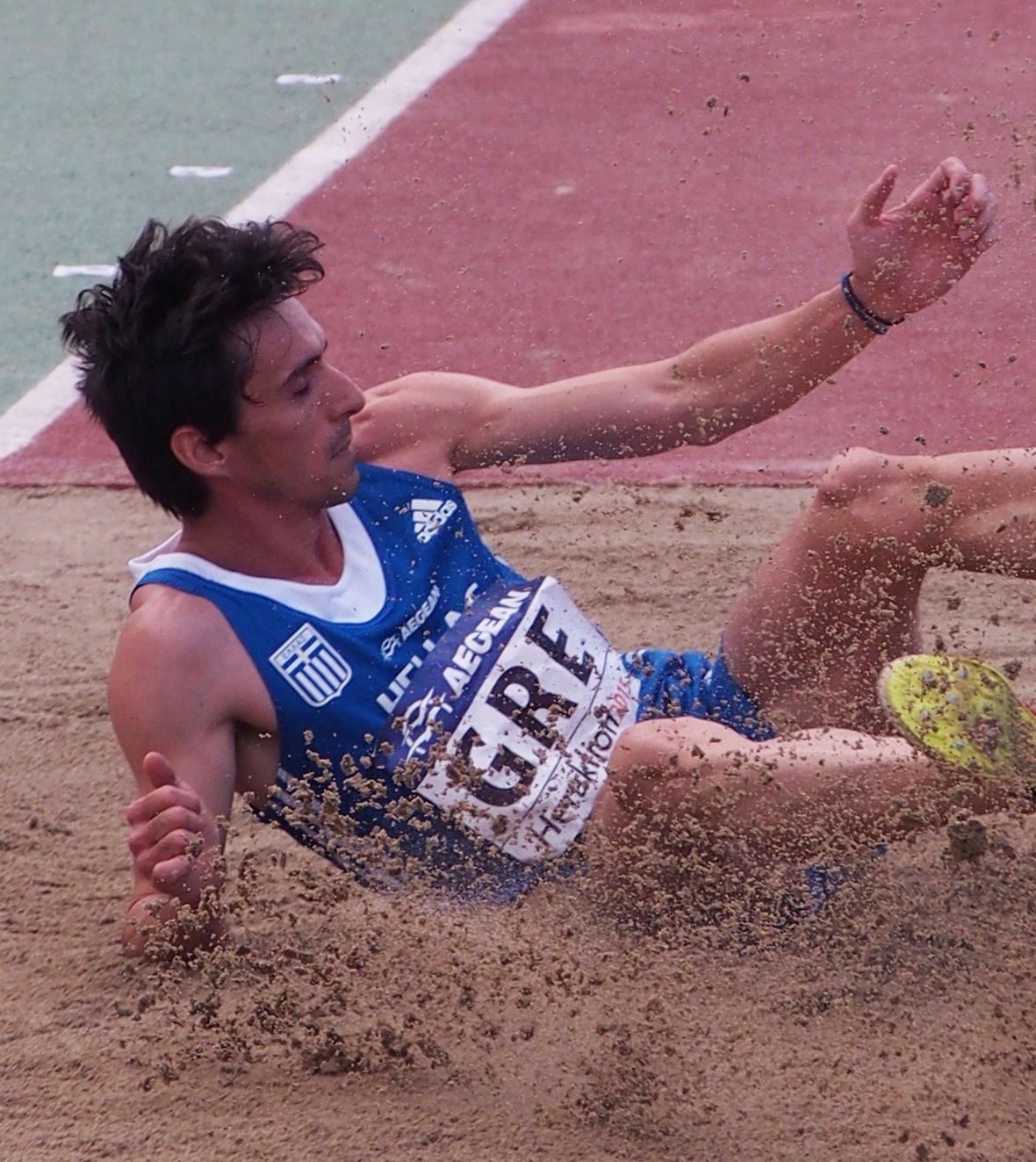
Dimitris Tsiamis – ausgeschieden mit 15,99 m
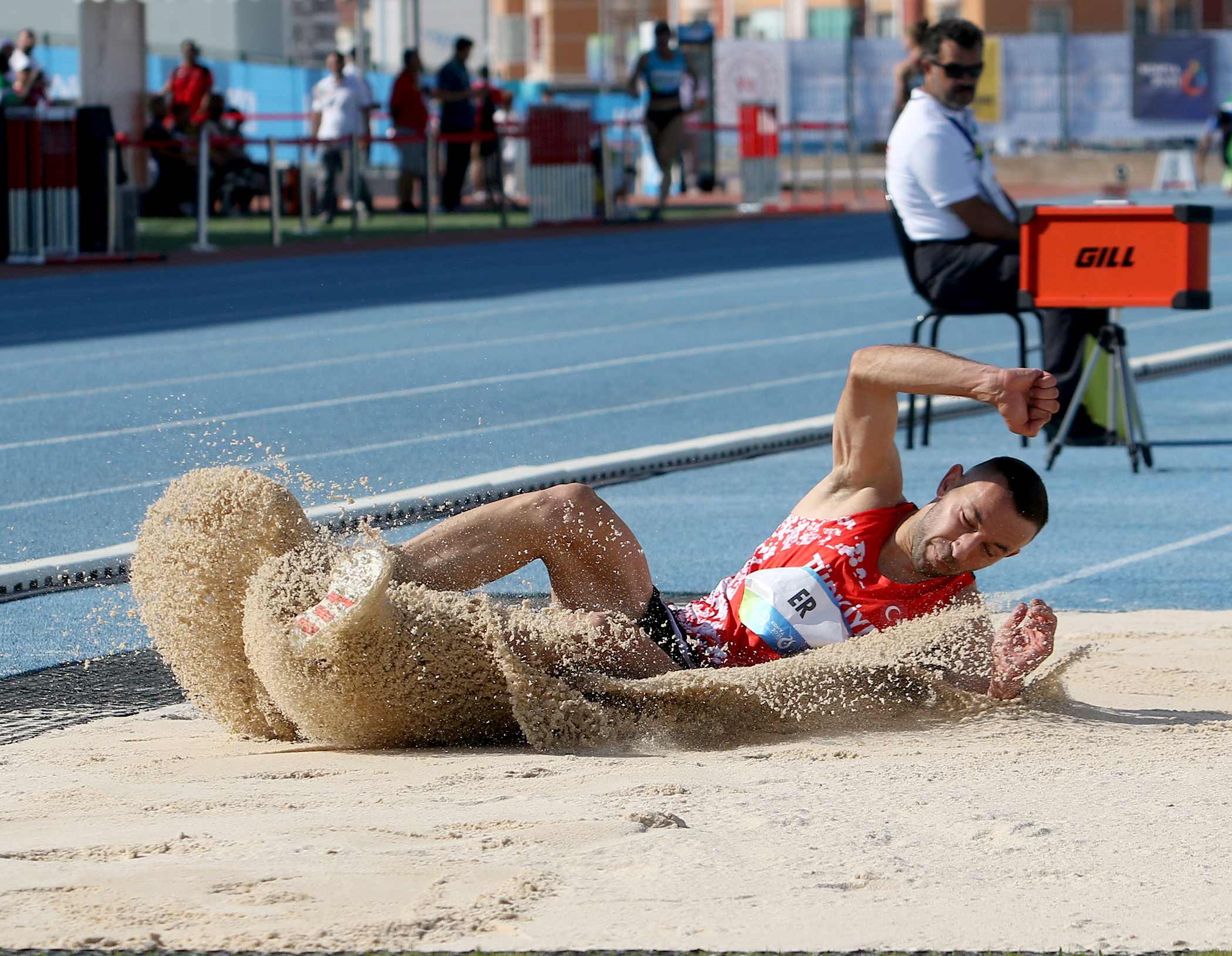
Necati Er – ohne gültigen Versuch
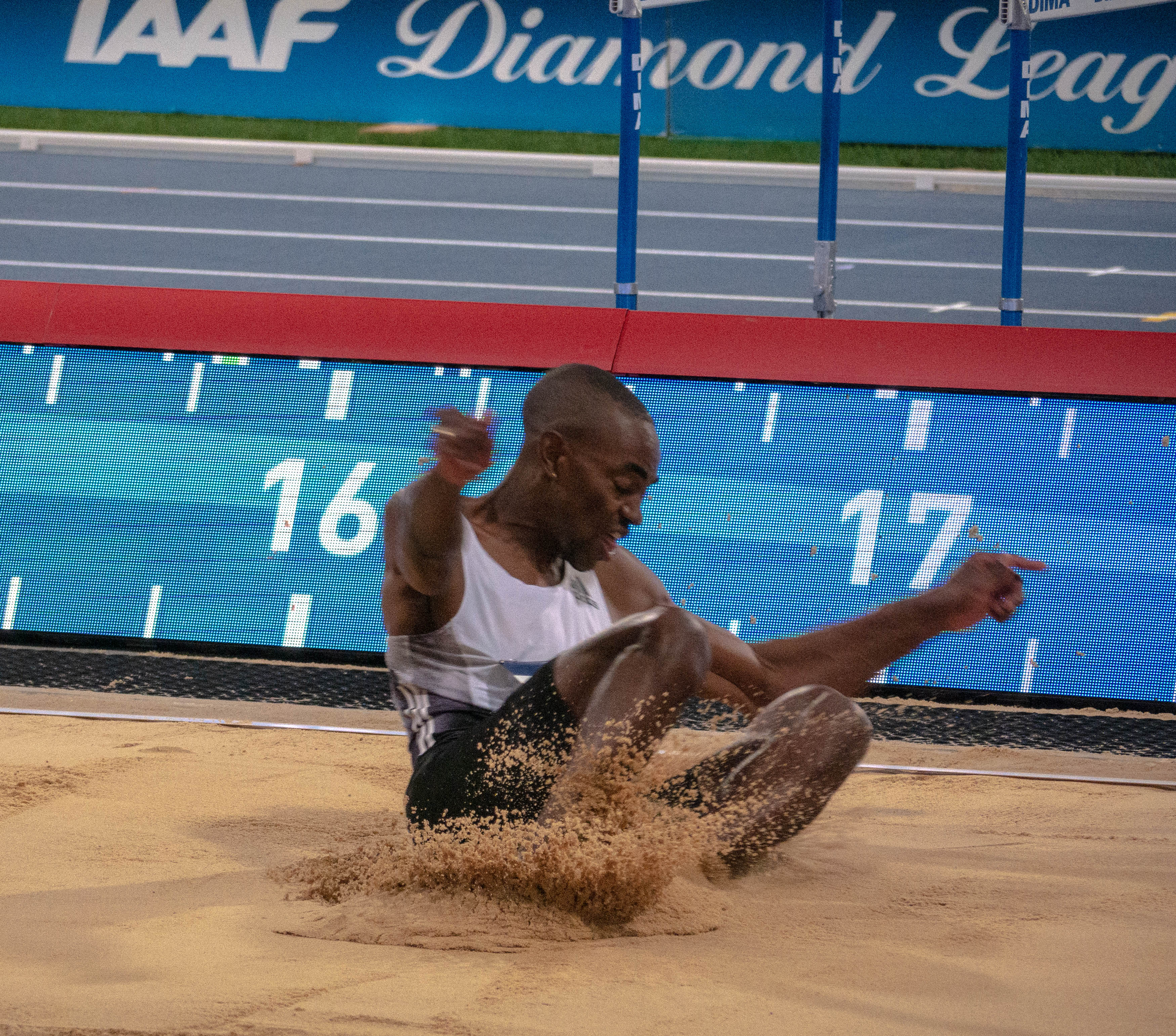
Alexis Copello – ohne gültigen Versuch

| Platz | Name              | Nation        | Resultat (m) | 1. Versuch (m) Wind (m/s) | 2. Versuch (m) Wind (m/s) | 3. Versuch (m) Wind (m/s) |
| 1     | Emmanuel Ihemeje  | Italien       | 17,2000      | 17,20 / +0,9              | –                         | –                         |
| 2     | Andrea Dallavalle | Italien       | 16,8300      | 16,83 / −1,3              | –                         | –                         |
| 3     | Marcos Ruiz       | Spanien       | 16,7600      | 15,91 / −2,0              | x                         | 16,76 / −1,3              |
| 4     | Enzo Hodebar      | Frankreich    | 16,7000      | 16,70 / +0,9              | x                         | –                         |
| 5     | Tiago Pereira     | Portugal      | 16,3600      | x                         | 16,36 / +2,0              | x                         |
| 6     | Jesper Hellström  | Schweden      | 16,0700      | 15,66 / −3,1              | 16,06 / −0,8              | 16,07 / +0,6              |
| 7     | Georgi Nachew     | Bulgarien     | 16,04 w      | x                         | 15,84 / −0,2              | 16,04 / +2,1              |
| 8     | Dimitris Tsiamis  | Griechenland  | 15,9900      | 15,42 / +1,1              | 15,97 / +1,4              | 15,99 / +0,9              |
| 9     | Adrian Świderski  | Polen         | 15,9700      | x                         | 15,72 / −1,2              | 15,97 / +0,6              |
| 10    | Andreas Pantazis  | Griechenland  | 15,8600      | 15,72 / −1,0              | 15,86 / +3,0              | 15,86 / −1,0              |
| NM    | Necati Er         | Türkei        | ogV00        | x                         | x                         | x                         |
| NM    | Alexis Copello    | Aserbaidschan | ogV00        | x                         | –                         | r                         |

## Finale
17. August 2022, 20:15 Uhr MESZ
| Platz | Name                 | Nation         | Resultat (m) | 1. Versuch (m) Wind (m/s) | 2. Versuch (m) Wind (m/s) | 3. Versuch (m) Wind (m/s) | 4. Versuch (m) Wind (m/s)                | 5. Versuch (m) Wind (m/s)                | 6. Versuch (m) Wind (m/s)                |
| 1     | Pedro Pablo Pichardo | Portugal       | 17,50        | 17,05 / −0,2              | 17,50 / −1,1              | x                         | –                                        | –                                        | x                                        |
| 2     | Andrea Dallavalle    | Italien        | 17,04        | x                         | x                         | 16,81 / −0,7              | x                                        | 17,04 / +0,4                             | x                                        |
| 3     | Jean-Marc Pontvianne | Frankreich     | 16,94        | x                         | x                         | 16,94 / −0,5              | x                                        | x                                        | x                                        |
| 4     | Tobia Bocchi         | Italien        | 16,79        | 16,34 / +0,8              | 16,70 / −0,2              | x                         | x                                        | 16,79 / +0,8                             | 16,37 / −0,6                             |
| 5     | Marcos Ruiz          | Spanien        | 16,78        | x                         | 16,78 / +0,7              | 16,48 / −0,6              | x                                        | x                                        | 16,77 / −0,1                             |
| 6     | Ben Williams         | Großbritannien | 16,66        | 16,66 / −0,3              | x                         | x                         | 16,47 / −0,3                             | x                                        | 16,53 / −0,1                             |
| 7     | Enzo Hodebar         | Frankreich     | 16,62        | 16,62 / +0,1              | 16,61 / −0,2              | x                         | x                                        | 15,24 / +0,7                             | x                                        |
| 8     | Tiago Pereira        | Portugal       | 16,60        | x                         | 16,56 / +0,4              | 16,59 / −0,4              | 16,60 / −0,6                             | x                                        | x                                        |
| 9     | Emmanuel Ihemeje     | Italien        | 16,55        | x                         | 16,55 / −0,8              | 16,30 / −0,8              | nicht im Finale der besten acht Springer | nicht im Finale der besten acht Springer | nicht im Finale der besten acht Springer |
| 10    | Jesper Hellström     | Schweden       | 16,23        | 16,02 / −0,4              | 14,90 / −0,6              | 16,23 / −0,5              | nicht im Finale der besten acht Springer | nicht im Finale der besten acht Springer | nicht im Finale der besten acht Springer |
| NM    | Pablo Torrijos       | Spanien        | ogV          | x                         | x                         | x                         | nicht im Finale der besten acht Springer | nicht im Finale der besten acht Springer | nicht im Finale der besten acht Springer |
| NM    | Răzvan Grecu         | Rumänien       | ogV          | x                         | r                         |                           | nicht im Finale der besten acht Springer | nicht im Finale der besten acht Springer | nicht im Finale der besten acht Springer |

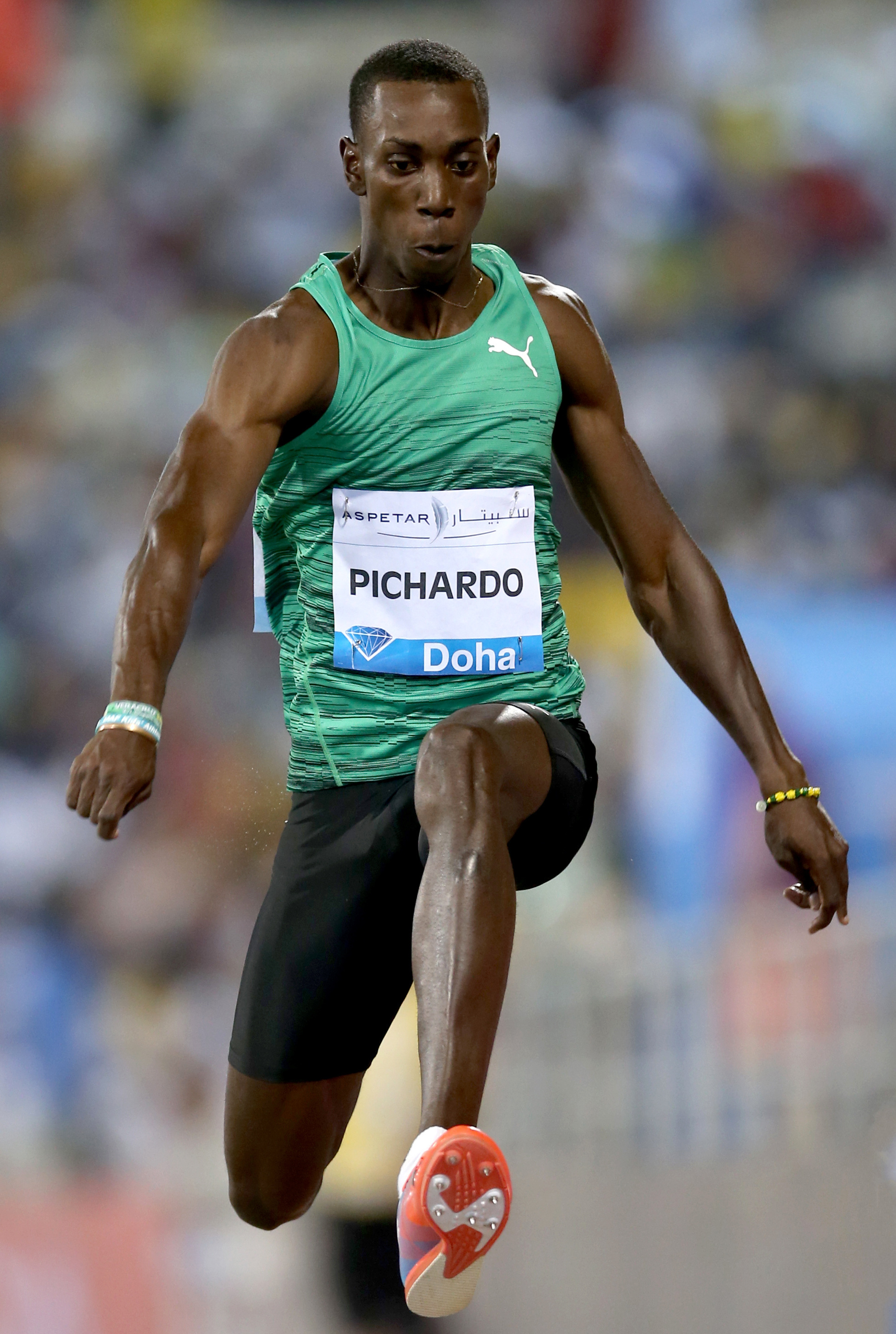
Europameister Pedro Pablo Pichardo

Im Dreisprung übertrafen zwei Athleten die 17-Meter-Marke. Das war zwar einer mehr als bei den Europameisterschaften 2018, dennoch kam der Wettbewerb nicht an das Niveau heran, das es bei Weltmeisterschaften und Olympischen Spielen regelmäßig gab.
Gleich mit seinem ersten Sprung auf 17,05 m übernahm der als amtierender Weltmeister und aktueller Olympiasieger favorisierte Portugiese Pedro Pichardo die Spitze. Es folgten der Brite Ben Williams (16,66 m) und der Franzose Enzo Hodebar mit 16,62 m. Als Pichardo sich mit seinem zweiten Sprung auf 17,50 m steigerte, wurde seine Führung noch deutlicher. Mit 16,78 m verbesserte sich der Spanier Marcos Ruiz auf Platz zwei, den dritten Rang übernahm der Italiener Tobia Bocchi (16,70 m). Durchgang drei brachte eine erneute Veränderung auf dem Silber- und Bronzeplatz. Zweiter war jetzt der Franzose Jean-Marc Pontvianne mit 16,94 m, Dritter der Italiener Andrea Dallavalle (16,81 m).
In Runde vier gab es lediglich zwei gültige Versuche, Pichardo verzichtete auf seinen Sprung, die fünf weiteren Athleten im Finale der besten Acht produzierten ungültige Versuche. In der vorletzten Versuchsreihe übertraf ein weiterer Wettbewerber die 17-Meter-Marke. Dallavalle erzielte 17,04 m und lag damit hinter Pichardo auf dem zweiten Platz. Bocchi steigerte sich auf 16,79 m, womit er Ruiz vom vierten Rang verdrängte.
Der letzte Durchgang brachte keine Änderungen mehr. So errang Pedro Pichardo einen Monat nach seinem WM-Titel auch Gold als neuer Europameister. Andrea Dallavalle gewann mit einem Rückstand von 46 Zentimeter Silber vor Jean-Marc Pontvianne.

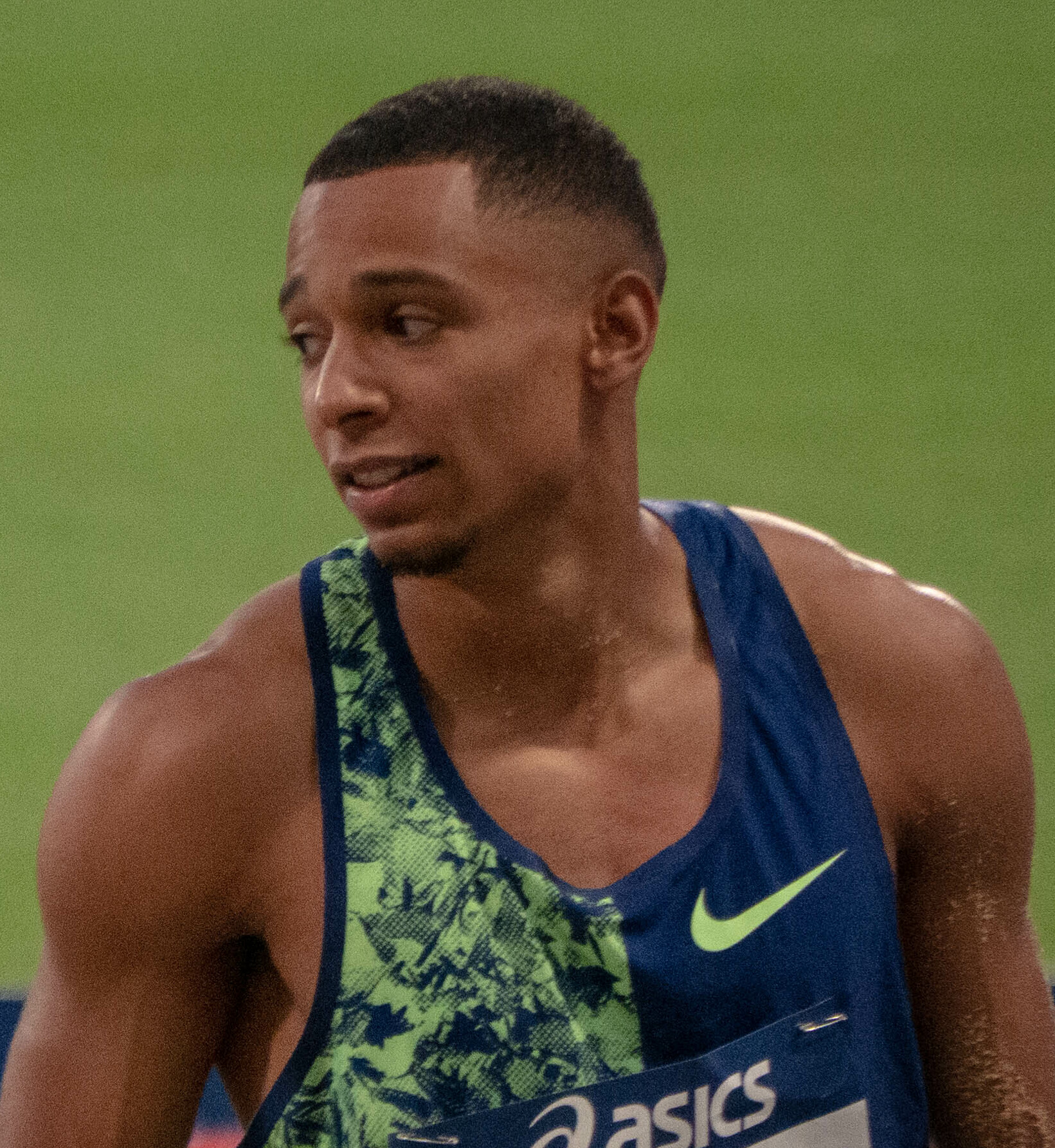
Bronzemedaillengewinner Jean-Marc Pontvianne
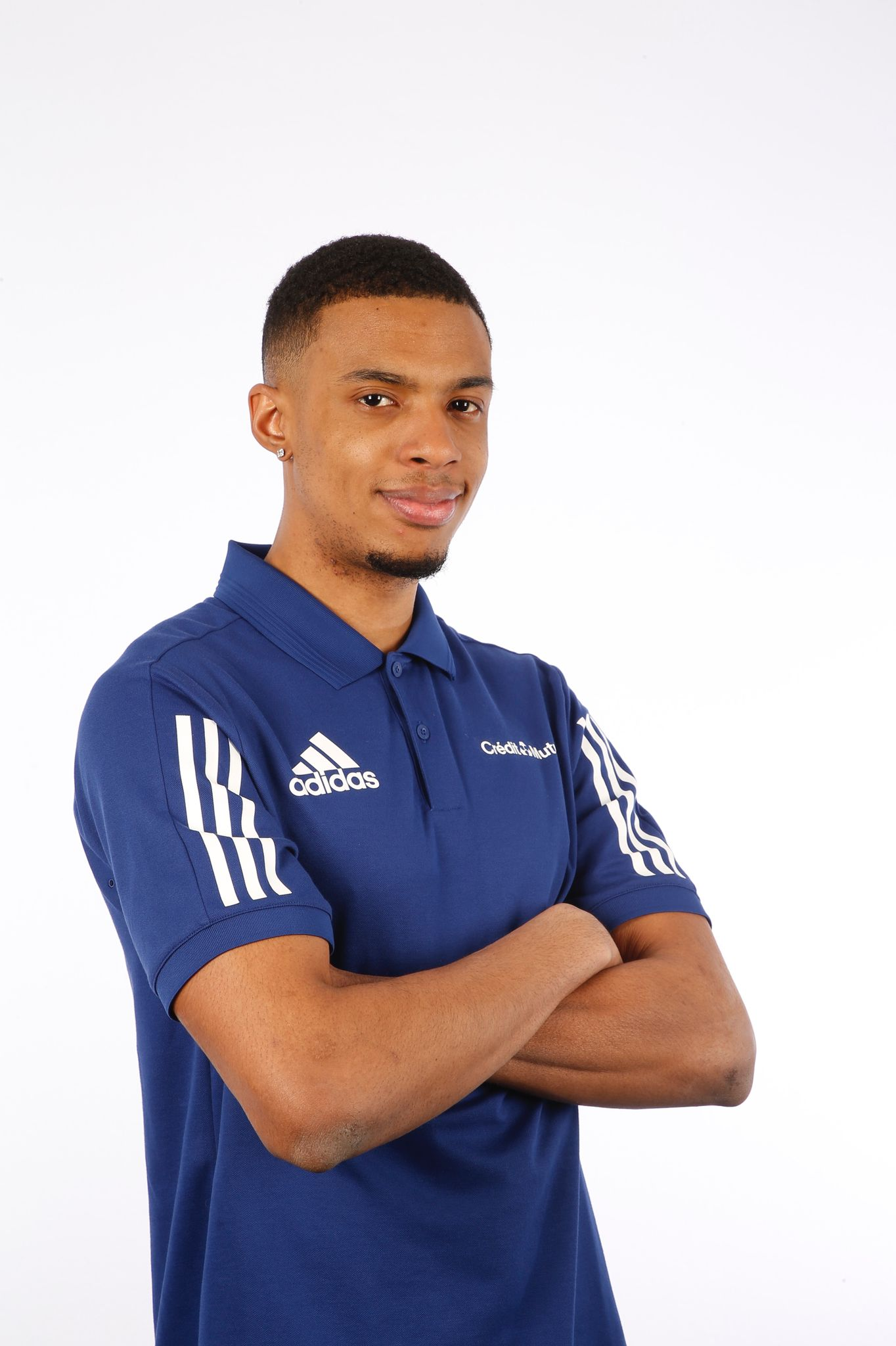
Enzo Hodebar erreichte Platz sieben
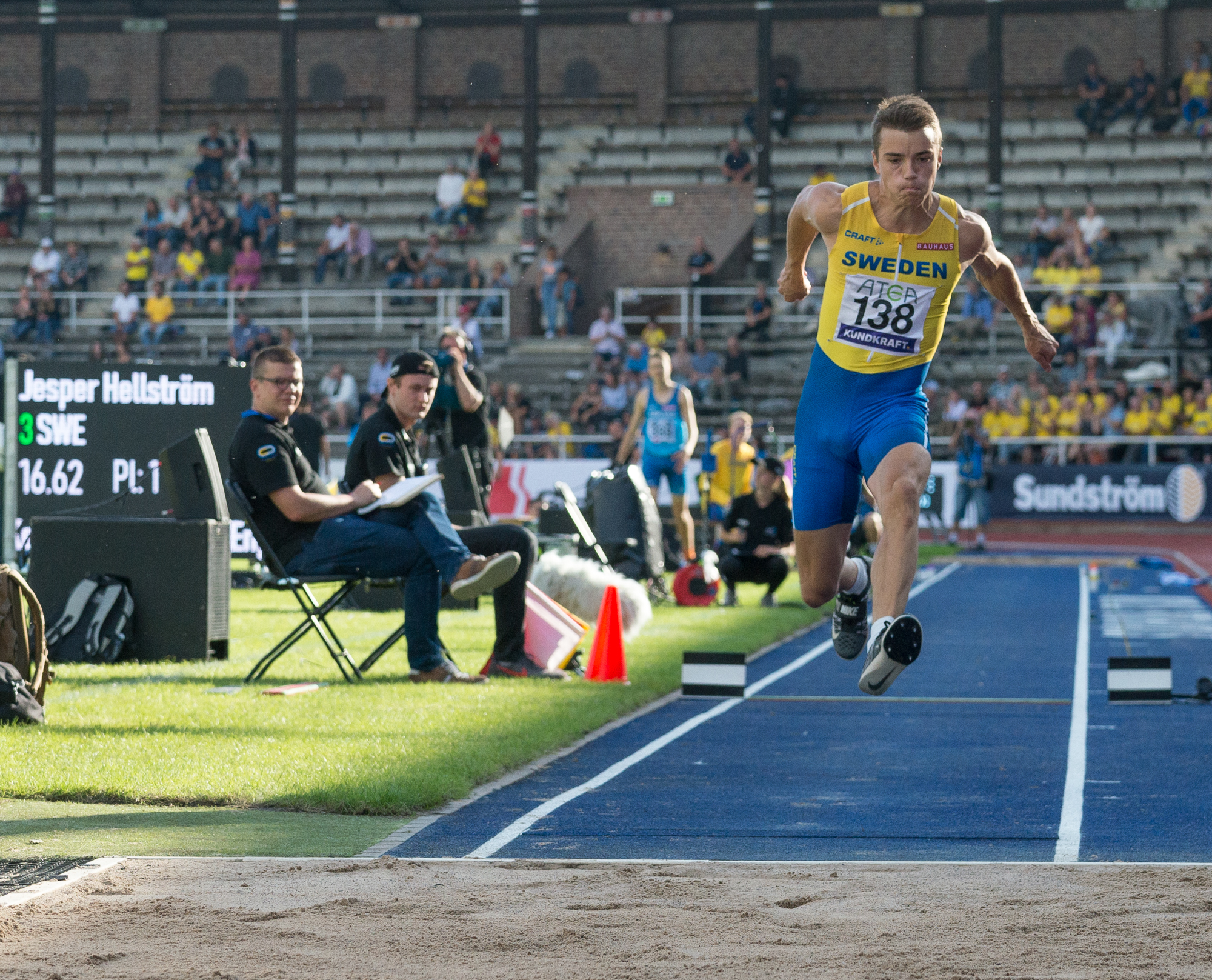
Rang zehn für Jesper Hellström
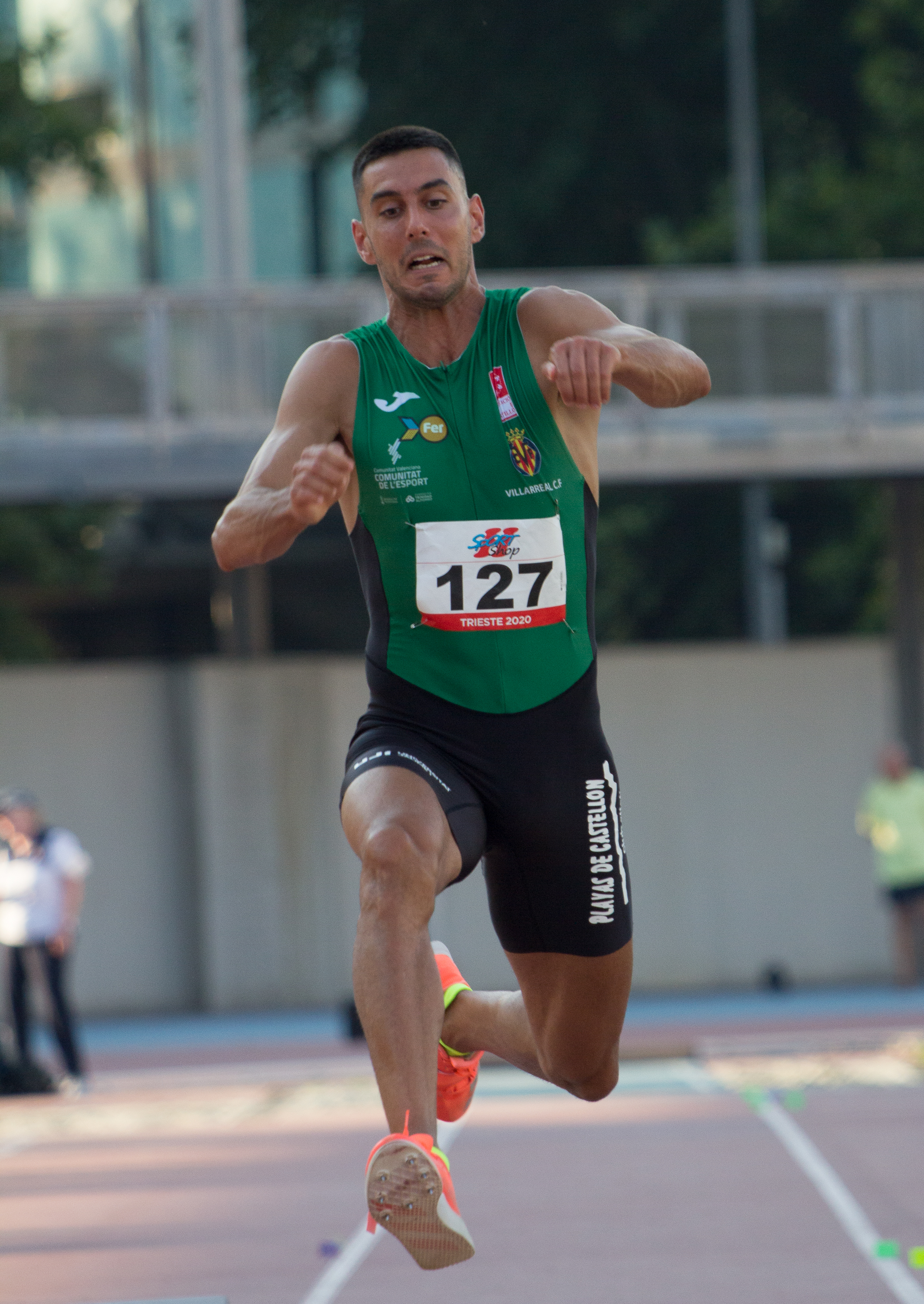
Pablo Torrijos blieb im Finale ohne gültigen Versuch

## Videolink
- Athletics Men's Triple Jump Final - Top Moments, youtube.com, abgerufen am 6. April 2023